# Fate (franchise)
Fate (フェイト?, Feito), anche chiamato Fate Series (Fateシリーズ?, Feito shiriizu), è un media franchise creato e gestito dalla software house nipponica Type-Moon sotto la guida di Kinoko Nasu e la direzione artistica di Takashi Takeuchi. La saga ha origine dalla visual novel Fate/stay night, alla quale fanno riferimento tutti i prodotti successivi, ovvero prequel, sequel, parodie, altre opere ed adattamenti accomunati dallo stesso prefisso nel titolo, ovvero Fate.
La serie si concentra principalmente su trame legate a eventi chiamati guerre del Santo Graal, che coinvolgono dei master, generalmente maghi esperti, e dei servant, manifestazioni degli spiriti eroici da loro evocati, che combattono tra di loro finché l'ultima coppia rimasta ottiene il Santo Graal.
Al 2018, l'intero franchise di Fate è stato stimato sui 2,74 miliardi di dollari di incasso complessivo dal 2004, con vendite in 5 continenti, di cui 2,63 miliardi generati unicamente da Fate/Grand Order. Al 2019, il franchise è stato valutato intorno ai 4,135 miliardi di dollari, di cui 4,049 miliardi generati solo da Fate/Grand Order, 3,3 dei quali provenienti unicamente dal Giappone. Questi incassi lo hanno reso uno dei franchise videoludici più redditizi di sempre, portandolo a superare anche la saga Metal Gear in soli quattro anni dall'uscita di Fate/Grand Order.

## Opere
Questa lista è suscettibile di variazioni e potrebbe essere incompleta o non aggiornata.

| Titolo                                                                                   | Data di rilascio/inizio | Data di fine      | Medium         |
| ---------------------------------------------------------------------------------------- | ----------------------- | ----------------- | -------------- |
| Fate/stay night                                                                          | 30 gennaio 2004         | /                 | visual novel   |
| Fate/hollow ataraxia                                                                     | 28 ottobre 2005         | /                 | visual novel   |
| Fate/stay night                                                                          | 26 dicembre 2005        | 26 ottobre 2012   | manga          |
| Fate/stay night                                                                          | 6 gennaio 2006          | 16 giugno 2006    | anime          |
| Fate/hollow ataraxia Anthology Comic                                                     | 7 gennaio 2006          | 25 agosto 2008    | manga          |
| Fate/hollow ataraxia Comic la carte                                                      | 5 gennaio 2006          | /                 | manga          |
| Fate/hollow ataraxia Comic a la carte: Happy Life hen                                    | 23 maggio 2006          | /                 | manga          |
| Himuro no tenchi Fate/school life                                                        | 25 novembre 2006        | in corso          | manga yonkoma  |
| Fate/Zero                                                                                | 29 dicembre 2006        | 29 dicembre 2007  | light novel    |
| Fate/tiger colosseum                                                                     | 13 settembre 2007       | /                 | videogioco     |
| Fate/kaleid liner Prisma Illya                                                           | 26 settembre 2007       | 26 novembre 2008  | manga          |
| Majikyū 4koma Fate/hollow ataraxia                                                       | 25 dicembre 2007        | 25 dicembre 2008  | manga yonkoma  |
| Fate/unlimited codes                                                                     | 11 giugno 2008          | /                 | videogioco     |
| Fate/tiger colosseum upper                                                               | 28 agosto 2008          | /                 | videogioco     |
| Fate/kaleid liner Prisma Illya 2wei!                                                     | 26 aprile 2009          | 26 marzo 2012     | manga          |
| Fate/Zero Drama CD                                                                       | 22 agosto 2008          | 22 gennaio 2010   | drama-CD       |
| Fate/stay night: Unlimited Blade Works                                                   | 23 gennaio 2010         | /                 | film           |
| Fate/Extra                                                                               | 22 luglio 2010          | /                 | videogioco     |
| Fate/Zero                                                                                | 29 dicembre 2010        | 2 giugno 2017     | manga          |
| Carnival Phantasm                                                                        | 12 agosto 2011          | 7 luglio 2012     | anime          |
| Fate/Zero                                                                                | 2 ottobre 2011          | 25 dicembre 2011  | anime          |
| Fate/Prototype                                                                           | 31 dicembre 2011        | /                 | OVA            |
| Fate/Zero 2nd Season                                                                     | 8 aprile 2012           | 24 giugno 2012    | anime          |
| Fate/kaleid liner Prisma Illya 3rei!!                                                    | 26 maggio 2012          | in corso          | manga          |
| Fate/Apocrypha                                                                           | 29 dicembre 2012        | 30 dicembre 2014  | light novel    |
| Fate/Extra CCC                                                                           | 28 marzo 2013           | /                 | videogioco     |
| Fate/hollow ataraxia                                                                     | 25 maggio 2013          | in corso          | manga          |
| Fate/Prototype sōgin no fragments                                                        | 10 luglio 2013          | 10 settembre 2016 | light novel    |
| Fate/kaleid liner Prisma Illya                                                           | 13 luglio 2013          | 14 settembre 2013 | anime          |
| Fate/Extra CCC FoxTail                                                                   | 26 ottobre 2013         | in corso          | manga          |
| Fate/kaleid liner Prisma Illya 2wei!                                                     | 10 luglio 2014          | 11 settembre 2014 | anime          |
| Fate/stay night: Unlimited Blade Works                                                   | 12 ottobre 2014         | 28 dicembre 2014  | anime          |
| Fate/Prototype drama-CD: On-ship Christmas murder case                                   | 10 dicembre 2012        | /                 | drama-CD       |
| Lord El-Melloi II-sei no jikenbo                                                         | 30 dicembre 2014        | in corso          | light novel    |
| Fate/strange Fake                                                                        | 10 gennaio 2015         | in corso          | light novel    |
| Fate/strange Fake                                                                        | 10 gennaio 2015         | in corso          | manga          |
| Fate/stay night: Unlimited Blade Works 2nd Season                                        | 5 aprile 2015           | 28 giugno 2015    | anime          |
| Fate/stay night: Heaven's Feel                                                           | 2 maggio 2015           | in corso          | manga          |
| Fate/mahjong night seihai sensō                                                          | 30 giugno 2015          | ?                 | manga          |
| Fate/kaleid liner Prisma Illya 2wei! Herz                                                | 25 luglio 2015          | 26 settembre 2015 | anime          |
| Fate/Grand Order                                                                         | 30 luglio 2015          | /                 | videogioco     |
| Emiya-san chi no kyō no gohan                                                            | 26 gennaio 2016         | in corso          | manga          |
| Fate/Labyrinth                                                                           | 9 gennaio 2016          | /                 | light novel    |
| Fate/kaleid liner Prisma Illya 3rei!!                                                    | 6 luglio 2016           | 21 settembre 2016 | anime          |
| Fate/Extella                                                                             | 10 novembre 2016        | /                 | videogioco     |
| Fate/Grand Order: First Order                                                            | 31 dicembre 2016        | /                 | speciale anime |
| Fate/Apocrypha                                                                           | 2 luglio 2017           | 31 dicembre 2017  | anime          |
| Fate/kaleid liner Prisma Illya Movie: Sekka no chikai                                    | 26 agosto 2017          | /                 | film           |
| Lord El-Melloi II-sei no jikenbo                                                         | 4 ottobre 2017          | in corso          | manga          |
| Fate/stay night: Heaven's Feel - I. presage flower                                       | 14 ottobre 2017         | /                 | film           |
| Fate/Prototype sōgin no fragments                                                        | 25 ottobre 2017         | in corso          | drama-CD       |
| Fate/Grand Order × Himuro no tenchi: 7-nin no saikyō ijin-hen                            | 31 dicembre 2017        | /                 | speciale anime |
| Fate/Grand Order: Moonlight/Lostroom                                                     | 31 dicembre 2017        | /                 | speciale       |
| Emiya-san chi no kyō no gohan                                                            | 31 dicembre 2017        | in corso          | ONA            |
| Fate/Extra Last Encore                                                                   | 28 gennaio 2018         | 1º aprile 2018    | anime          |
| Fate/Extella Link                                                                        | 7 giugno 2018           | /                 | videogioco     |
| Fate/Grand Order Arcade                                                                  | 26 luglio 2018          | /                 | videogioco     |
| Fate/Extra Last Encore - Irusterias Ptolemaic Theory                                     | 29 luglio 2018          | /                 | anime          |
| Fate/stay night Legend antology comic                                                    | 27 settembre 2018       | /                 | manga          |
| Fate/Requiem                                                                             | dicembre 2018           | in corso          | light novel    |
| Lord El-Melloi II-sei no jikenbo rail zeppelin Grace note hakamori to neko to majutsushi | 31 dicembre 2018        | /                 | speciale anime |
| Fate/stay night: Heaven's Feel - II. lost butterfly                                      | 12 gennaio 2019         | /                 | film           |
| Lord El-Melloi II-sei no jikenbo rail zeppelin Grace note                                | 7 luglio 2019           | 27 settembre 2019 | anime          |
| Fate/Grand Order: zettai majū sensen Babylonia - Itinum Iter                             | agosto 2019             | /                 | speciale anime |
| Fate/Grand Order: zettai majū sensen Babylonia                                           | 5 ottobre 2019          | 21 marzo 2020     | anime          |
| Fate/type Redline                                                                        | dicembre 2019           | in corso          | manga          |
| Fate/stay night: Heaven's Feel - III. spring song                                        | 15 agosto 2020          | /                 | film           |
| Fate/Grand Order: shinsei entaku ryōiki Camelot Wandering; Agateram                      | 5 dicembre 2020         | /                 | film           |
| Fate/Grand order: Shuukyoku tokuiten-Kani jikan shinden Solomon                          | 30 luglio 2021          | /                 | film           |
| Fate/strange Fake: Wispers of Dawn                                                       | 2 luglio 2023           | /                 | speciale anime |
| Fate/strange Fake                                                                        | 31 dicembre 2024        | in corso          | anime          |
| Fate/Samurai Remnant                                                                     | 29 settembre 2023       | /                 | videogioco     |

## Collegamenti
Fate/stay night e Fate/hollow ataraxia sono direttamente collegati, anche se non è noto di quale route il secondo sia la continuazione. Il prequel Fate/Zero, nonostante narri la storia della quarta guerra del Santo Graal, avvenuta dieci anni prima di Fate/stay night, avviene in un mondo parallelo estremamente simile a causa di alcune piccole divergenze. Fate/strange Fake si svolge cinque anni dopo gli eventi di Fate/hollow ataraxia.
Fate/kaleid liner Prisma Illya comprende personaggi di Fate/stay night, Fate/hollow ataraxia e Fate/Zero ed è ambientato in un mondo parallelo in cui la quarta guerra del Santo Graal è stata interrotta prima ancora di avvenire.
Fate/Extra, Fate/Extra CCC, Fate/Extella e Fate/Apocrypha si svolgono in universi simili che si differenziano da quello di Fate/stay night in diversi punti.